# Puliste
Puliste is een plaats in de Estlandse gemeente Hiiumaa, provincie Hiiumaa. De plaats heeft de status van dorp (Estisch: küla).
Tot in oktober 2017 behoorde Puliste tot de gemeente Pühalepa. In die maand werd de fusiegemeente Hiiumaa gevormd, waarin Pühalepa opging.

## Bevolking
Het dorp had 13 inwoners op 31 december 2011 en ook 13 inwoners op 31 december 2021.

## Ligging
De plaats ligt aan de Hellamaabaai aan de oostkant van het eiland Hiiumaa.
De baptistische kapel van het buurdorp Hagaste (Estisch: Hagaste baptisti palvemaja) ligt op het grondgebied van Puliste. Het kerkje is gebouwd in 1922.

## Geschiedenis
Puliste werd voor het eerst vermeld in 1650 als Peullus Jacobson of Peulluste. In 1798 heette het dorp Pullist. Het lag op het landgoed Großenhof (Suuremõisa).
Tussen 1977 en 1997 maakte Puliste deel uit van het buurdorp Värssu.